# Guglielmo Andreoli (1835)
Guglielmo Andreoli senior (Mirandola, 22 aprile 1835 – Nizza, 13 marzo 1860) è stato un pianista e compositore italiano.

## Biografia
Figlio del maestro Evangelista Andreoli, fu fratello di Carlo e Guglielmo junior (nato due anni dopo la sua scomparsa).
All'età di sette anni iniziò ad esibirsi con l'organo e il pianoforte, venendo definito un fanciullo prodigio, citato anche da Francesco Berlan nel saggio sui "fanciulli celebri d'Italia". A 11 anni, il 12 aprile 1847, debuttò con il fratello Carlo al Teatro comunale di Modena.
Dal 1847 al 1853 fu allievo di Antonio Angeleri presso il Conservatorio di Milano. Dopo il diploma, iniziò una brillante carriera come pianista.
Fu un pianista di grande distinzione, notevole per il suo tocco morbido e delicato, il gusto puro e il potere espressivo, oltre che per la grande esecuzione. Divenne famoso a Londra, dove venne paragonato per bravura a Sigismund Thalberg e Felix Mendelssohn, esibendosi con l'orchestra di Louis Antoine Julien al Crystal Palace (13 dicembre 1856), alla Musical Union (27 aprile 1858), alla New Philharmonic (9 maggio 1859), e in altri spettacoli. Compì tournée anche in Francia, Austria, Germania, Olanda e Belgio.
La sua salute non fu mai eccellente e morì a Nizza Marittima nel 1860 ad appena 24 anni.

## Opere
- Notturnino per pianoforte, Op. 1
- Rimembranze di Senago. Polka-Salon per pianoforte, Op. 2
- Barcarola del Marino Faliero. Gran Studio di Concerto per pianoforte per la sola mano sinistra, Op. 5
- Melanconia. Melodia del maestro Campana, trascrizione per pianoforte, Op. 6
- L'Augellin della Biondina. Melodia di A. Mariani, trascrizione per pianoforte, Op. 7
- 4 Romances sans paroles pour Piano, Op. 16
- 4 Romances sans paroles pour Piano, Op. 17